# Ондоль

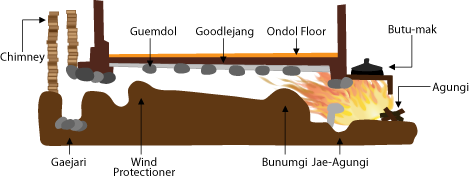
Ілюстрація системи обігріву ондоль

Ондо́ль — традиційна система обігріву будинків у Кореї. Особливістю системи є те, що тепло іде з підлоги.

## Конструкція
Обігрів у системі ондоль виконується завдяки печі яка розміщується нижче рівня підлоги будинку. Гаряче повітря від печі перед тим як вийти через комин проходить через канали прокладені у підлозі будинку.

## Соціальні відносини
Традиційна система обігріву вплинула на соціальні відносини і побутові особливості культури корейців. Так на підлозі були відсутні килими, також відсутні ліжка і спали на теплій підлозі прикриваючись ковдрами. Так само і протягом дня сиділи на підлозі прикриваючись при потребі ковдрами. А соціальна складова полягає в тому, що гостю, чи якійсь важливій особі відводилось найтепліше місце на підлозі, це був прояв високої поваги.